# Metopina trochanteralis
Metopina trochanteralis är en tvåvingeart som beskrevs av Schmitz 1953. Metopina trochanteralis ingår i släktet Metopina och familjen puckelflugor. Inga underarter finns listade i Catalogue of Life.